# Nymphaea leibergii
Nymphaea leibergii är en näckrosväxtart som beskrevs av Thomas Morong. Nymphaea leibergii ingår i släktet vita näckrosor, och familjen näckrosväxter. Inga underarter finns listade i Catalogue of Life.